# Csalás
A csalás a vagyon elleni bűncselekmények egyike. 

## A magyar jogban
A korábban hatályos 1978. évi IV. törvény  szerint csalást az követ el, aki jogtalan haszonszerzés végett mást tévedésbe ejt, vagy tévedésben tart, és ezzel kárt okoz. Ezt a meghatározást a hatályos Btk is átvette.

### A hatályos szabályozás
A hatályos Büntető Törvénykönyv (2012. évi C. törvény) a csalás fogalma mellett az abból kiválasztott további különös részi törvényi tényállásokat (pl. gazdasági csalás) állapít meg.

### A csalás fogalma a hatályos Btk-ban
Aki jogtalan haszonszerzés végett mást tévedésbe ejt, vagy tévedésben tart, és ezzel kárt okoz, csalást követ el.
A büntetés vétség miatt két évig terjedő szabadságvesztés, ha
- a) a csalás kisebb kárt okoz, vagy
- b) a szabálysértési értékhatárt meg nem haladó kárt okozó csalást
  - ba) bűnszövetségben,
  - bb) közveszély színhelyén,
  - bc) üzletszerűen,
- bd) jótékony célú adománygyűjtést színlelve követik el.[4]

A büntetés bűntett miatt 3 évig terjedő szabadságvesztés, ha
- a) a csalás nagyobb kárt okoz, vagy
- b) a kisebb kárt okozó csalást a (2) bekezdés ba)–bc) pontjában meghatározott valamely módon követik el.[5]

A büntetés egy évtől öt évig terjedő szabadságvesztés, ha
- a) a csalás jelentős kárt okoz,
- b) a nagyobb kárt okozó csalást a (2) bekezdés ba)–bc) pontjában meghatározott valamely módon követik el, vagy
- c) a csalást a bűncselekmény felismerésére vagy elhárítására idős koránál vagy fogyatékosságánál fogva korlátozottan képes személy sérelmére követik el.[6]

A büntetés két évtől nyolc évig terjedő szabadságvesztés, ha
- a) a csalás különösen nagy kárt okoz, vagy
- b) a jelentős kárt okozó csalást a (2) bekezdés ba)–bc) pontjában meghatározott valamely módon követik el. [7]

A büntetés öt évtől tíz évig terjedő szabadságvesztés, ha
- a) a csalás különösen jelentős kárt okoz, vagy
- b) a különösen nagy kárt okozó csalást a (2) bekezdés ba)–bc) pontjában meghatározott valamely módon követik el. [8]

Ennek a szakasznak az alkalmazása szempontjából kárnak kell tekinteni az igénybe vett szolgáltatás meg nem fizetett ellenértékét is.

## Szabálysértési alakzata
A szabálysértési alakzat elhatárolása a bűncselekménytől egyrészről az okozott kár mértéke szerint történik - a csalásnak legalább kisebb kárt kell okozni ahhoz, hogy bűncselekményt valósítson meg -, illetve másrészről aszerint, hogy a csalás valamelyik minősített esetét követik-e el, mert utóbbi esetben az elkövetett csalás a dolog értékétől függetlenül bűncselekményt valósít meg.
Ugyanakkor az új Btk. alapján bűncselekmény és nem szabálysértés valósul meg abban az esetben, ha  jótékony célú adománygyűjtést színlelve valósítják meg a szabálysértési értékhatár alatt elkövetett csalást.

## Jogi tárgy
A csalás jogi tárgya a vagyoni jogosultságok köre,mivel a vagyoni jogosultságok közül  sérülhet akkor, amikor a bűncselekmény elkövetője a passzív alanyt tévedésbe ejti.

## A csalás passzív alanya
A csalás passzív alanya az a személy, akit megtévesztenek. Ez a személy nem szükségszerűen azonos a sértettel, akinél a kár keletkezik. Előfordulhat, hogy ez a kettő elválik egymástól.

## Elkövetési magatartás
A cselekmény kétféle lehetséges elkövetési magatartása a tévedésbe ejtés illetve a tévedésben tartás. A tévedés lényege az, hogy a passzív alany tudatában nem az objektív valóság tükröződik vissza, vagy a valóság nem helyesen tükröződik vissza.
A két elkövetési magatartás között az a lényegi különbség, hogy a tévedésbe ejtés egy aktív magatartás, míg a tévedésben tartás elsősorban mulasztással valósul meg.
Míg a tévedésbe ejtés esetében  a valóságnak nem megfelelő képzeteket a passzív alany tudatában az elkövető hozza létre, addig a tévedésben tartás esetén - az elkövető magatartásától teljesen függetlenül -  már kialakultak a téves elképzelések; ezeket az elkövető felismeri, ám valótlanságukról a passzív alanyt nem világosítja fel.

## A kár fogalma
A csalás csak akkor tekinthető befejezett cselekménynek, ha az elkövető tévedésbe ejtő vagy tévedésben tartó magatartásának a hatására a passzív alany olyan vagyonjogi rendelkezést tesz, amelynek eredményeképpen akár őnála, akár tőle elkülönülten másnál (a sértettnél) kár keletkezik. A passzív alany vagyonjogi rendelkezése sokféle lehet:  irányulhat valamely tárgy vagy dolog átadására, pénzösszeg kifizetésére, vagy akár az elkövető tartozásának elengedésére is.
A kár büntetőjogi fogalma - főszabály szerint - eltér a polgári jogban használatos fogalomtól.
A kár - hagyományosan - a vagyonban bekövetkezett értékcsökkenést jelenti. 
A törvény szerint ez a fogalom – ha az új Btk. eltérően nem rendelkezik – a bűncselekménnyel a vagyonban okozott értékcsökkenés, azaz nem foglalja magában az elmaradt hasznot vagy az elmaradt vagyoni előnyt. Ugyanakkor azonban a hatályos Btk. kifejezetten a csalás tekintetében úgy rendelkezik, hogy a kár fogalma alatt az igénybe vett szolgáltatás meg nem fizetett ellenértékét is érteni kell. Az új rendelkezéssel az volt a jogalkotó szándéka, hogy ezáltal büntethetővé váljanak azok a cselekmények, amelyek ugyan a csalás tényállási elemeit megvalósítják, azonban az eredmény nem kifejezetten kárként, hanem összegszerűen meghatározható elmaradt vagyoni előnyként jelenik meg (ilyen például, ha valaki lakást bérel vagy szállodából fizetés nélkül távozik).
A kár megállapításának az előfeltétele az, hogy álljon fenn az okozatosság a cselekmény egyes elemei között, vagyis az, hogy a passzív alany, az elkövető megtévesztő vagy tévedésben tartó magatartásának hatására, azzal okozati összefüggésben olyan vagyonjogi rendelkezést tegyen, amelynek eredményeként – szintén azzal okozati összefüggésben – kár keletkezzen a sértettnél.

## A cselekmény célzata
A megtévesztő vagy tévedésben tartó magatartás tanúsítására az elkövetőt a jogtalan haszonszerzés célzata indítja. E célzatnak már a cselekmény megkezdése előtt fenn kell állnia.

## Súlyosabban minősülő esetei
Súlyosabban minősül a cselekmény, ha bűnszövetségben, közveszély színhelyén vagy üzletszerűen követik el. Akárcsak más vagyon elleni bűncselekményeknél, a csalás által okozott kár nagysága is minősítő körülmény.
Az új Btk.  új minősített esete 2013. július 1-jétől, ha a – különösen nagy kárnál kisebb értékre elkövetett – csalást a bűncselekmény felismerésére vagy elhárítására idős koránál vagy fogyatékosságánál fogva korlátozottan képes személy sérelmére követik el.

## Elhatárolása más bűncselekményektől
Az új Btk. számos speciális csalási vagy csalásszerű magatartást önálló tényállásként rendel büntetni; ezek megvalósításakor az elkövető -  értelemszerűen - nem a csalásnak a   tényállását valósítja meg. Ilyen önálló tényállások a költségvetési csalás, a tőkebefektetési csalás, továbbá a 2013. január 1-jétől önálló tényállásként szabályozott információs rendszer felhasználásával elkövetett csalás, illetve a szintén új tényállásként megjelenő gazdasági csalás.
A csalás ritkán kerülhet halmazatba a költségvetési csalással vagy a pénzhamisítással, vagyis azokkal a bűncselekményekkel, amelyek a lényegüket tekintve hasonlóak a csaláshoz.
Ha az elkövető magánokiratot hamisít vagy már létező magánokirat tartalmát hamisítja meg annak érdekében, hogy a csalást végre tudja hajtani, akkor a csalás mellett halmazatban felel ez utóbbi cselekményért is.
A csalásnak szabálysértési alakzata is van. Ha a csalással okozott kár összege nem haladja meg az ötvenezer forintot, az elkövető nem bűncselekményért, hanem szabálysértésért felel, kivéve a fent írt minősített esetek körébe tartozó elkövetési módokat.

## Magánindítvány
Általános szabály szerint a csalás csak magánindítványra büntethető, ha sértettje az elkövető hozzátartozója. Ha azonban az elkövető egyben a sértett gyámja vagy gondnoka. Ez esetben a sértett dönti el, hogy a történteket a büntető igazságszolgáltatás elé kívánja-e vinni vagy sem.

## Tevékeny megbánás
Az elkövető nem büntethető vagy büntetése korlátlanul enyhíthető, ha a csalás elkövetését a vádemelésig beismerte, és közvetítői eljárás keretében a sértett által elfogadott módon és mértékben az azzal okozott sérelmet jóvátette (tevékeny megbánás).